# Quassia undulata
Quassia undulata är en bittervedsväxtart som först beskrevs av Guill. & Perr., och fick sitt nu gällande namn av David Nathaniel Friedrich Dietrich. Quassia undulata ingår i släktet Quassia och familjen bittervedsväxter. Inga underarter finns listade i Catalogue of Life.